# ARA La Argentina (C-3)
«Ла Архентіна» (ісп. ARA La Argentina (C-3)) - легкий крейсер ВМС Аргентини середини XX століття.

## Історія створення
Крейсер «Ла Архентіна» був спроектований та побудований з подвійною метою: як легкий крейсер і як навчальний корабель. Він будувався за спеціальною програмою, прийнятою 29 вересня 1934 року, імовірно замість третього корабля типу «Вейнтісінко де Майо».
Замовлення на будівництво корабля отримала британська фірма Vickers-Armstrongs, яка розробила проект на основі легких крейсерів типу «Аретюза». Цей проект мав більші розміри, посилене озброєння, а також приміщення для розміщення 60 курсантів. Контракт на будівництво був підписаний 31 липня 1935 року, корабель був закладений 11 січня 1936 року на верфі у Барроу-ін-Фернес. Корабель був спущений на воду 16 березня 1937 року, але через завантаженість верфі замовленнями для власного флоту будівництво було завершене лише 31 січня 1939 року.

## Конструкція

### Корпус та бронювання
Корпус корабля мав поздовжній набір та був розділений на 13 відсіків, по всій довжині було подвійне дно. Корабель зберігав плавучість при затопленні будь-якиз 3 відсіків. Напівбак займав 2/3 довжини корабля. 
Основний матеріал корпусу кораблі - сталь D.
Схема бронювання була традиційною для британського кораблебудування того часу. Пояс товщиною 76 мм прикривав 5 відсіків. В районі машинного та котельного відділень він доходив до верхньої палуби, в інших місцях - до головної палуби. На пояс опиралась 51-мм броньована палуба. Погреби мали коробчатий захист. Лобова частина гарматних башт мала товщину 51 мм (за іншими даними, 76 мм), решта частин - 25 мм.

### Силова установка
Силова установка повторювала прототип, але мала дещо меншу потужність. На випробуваннях була досягнута потужність 54 550 к.с. та швидкість 30,46 вузлів.

### Озброєння
Озброєння «Ла Архентіна» було унікальним, як і у попередніх крейсерів. 152-мм гармати були розроблені на базі британської 152-мм/50 гармати фірми  «Vickers-Armstrong», але були легшими та мали снаряли меншої маси. Дев'ять гармат були розроблені на базі британських розміщувались по три у двох баштах. Допускалось наведення всіх трьох стволів у башті або центрального ствола з будь-яким крайнім. При максимальному куті підвищення у 45° забезпечувало максимальну дальність стрільби 23 500 м.
Зенітне озброєння складалось з 4 одиночних 102-мм/50 гармат фірми «Vickers» та 12 25-мм/70 зенітних автоматів «пом-пом», розміщених попарно. Крім того, на крейсеру було встановлено 12 7,65-мм кулеметів, дві 75-мм десантні та дві 47-мм салютні гармати.
На верхній палубі були встановлені 6 торпедних апаратів калібру 533 мм, розміщені по три, які стріляли через відкидні борти.
Між трубами була встановлена катапульта з гідролітаком Supermarine Walrus.
Оскільки «Ла Архентіна» був навчальним кораблем, на ньому була встановлена незвична система керування вогнем. На носовій та кормовій надбудовах були встановлені двоярусні директори (нижній для гармат головного калібру, верхній для зенітної артилерії). Їх великі розміри обумовлювались необхідністю навчання курсантів. Третій директор головного калібру розміщувався на другому рівні надбудови.

### Модернізації
У жовтні 1946 року крейсер був модернізований. На ньому була встановлена перша в аргентинському флоті РЛС типу 268. У 1949 році катапульта була демонтована, 102-мм зенітні гармати та 25-мм зенітні автомати були замінені на 14 40-мм гармат «Бофорс»: 8 гармат розміщувались попарно, шість - по одній. Зенітні директори були демонтовані, на їх місце була встановлена РЛС Mk 8 американського виробництва.
У 1952 році була встановлена ще одна РСЛ та обладнаний бойовий інформаційний центр.

## Історія служби
12 лютого 1939 року крейсер покинув Англію  і 3 березня прибув до Аргентини. З квітня 1939 року по січень 1941 року він використовувався як навчальний корабель, після чого був включений до складу ескадри, яка забезпечувала нейтралітет Аргентини під час Другої світової війни. Корабель перебував у складі цієї ескадри до 1946 року, після чого використовувався як навчальний корабель.
У 1951 році крейсер знову був введений до бойового складу флоту, але у 1960 році остаточно переведений в ранг навчального корабля. У 1972 році корабель здійснив свій останній дальній похід, відвідавши Нью-Йорк, Копенгаген та Гамбург. 
10 січня 1974 року корабель був виключений зі списків флоту і наступного року зданий на злам. Він був розібраний в Буенос-Айресі.